# Eddy Monsels
Eddy Monsels, właśc. Eduard George Monsels (ur. 24 stycznia 1948 w Paramaribo, zm. 1 listopada 2023) – surinamski lekkoatleta specjalizujący się w biegach sprinterskich. Reprezentant Surinamu na igrzyskach olimpijskich w Meksyku na dystansie 100 metrów.
Był jedynym surinamskim sportowcem, który wziął udział w Letnich Igrzyskach Olimpijskich w 1968, ponadto był także chorążym reprezentacji podczas ceremonii otwarcia zawodów. Chociaż Surinam po raz drugi wystąpił na igrzyskach olimpijskich, Monsels miał zaszczyt być pierwszym Surinamczykiem, który faktycznie wystartował na olimpiadzie. W 1960 roku Wim Esajas nie pojawił się na starcie z powodu błędu szefa Komitetu Olimpijskiego Surinamu w rundzie kwalifikacyjnej 800 metrów.
W pierwszej rundzie Monsels przebiegł dystans 100 metrów z czasem 10,48 s, co dało mu przepustkę do ćwierćfinału. Mimo poprawy swojego rezultatu o trzy setne sekundy (rekord życiowy), nie awansował do rundy półfinałowej.
Surinam był częścią Królestwa Niderlandów do 1975, więc Eddy Monsels uczestniczył kilkukrotnie w mistrzostwach Holandii w lekkoatletyce. W 1968 i 1971 został mistrzem Holandii na 100 m. W 1975 ukończył studia na Uniwersytecie w Leiden, po czym wrócił do swojej ojczyzny.
Brat Eddy’ego, Sammy Monsels, który był od niego pięć lat młodszy, wystartował w biegach na 100 i 200 metrów podczas igrzysk olimpijskich w Monachium i Montrealu.